# O Pequeno Lord
O Pequeno Lorde (título original:Little Lord Fauntleroy) é um livro infantil da autora anglo-americana Frances Hodgson Burnett. Foi publicado pela primeira vez em capítulos no St. Nicholas Magazine entre novembro de 1885 e outubro de 1886, sendo em seguida publicado como livro.